# Província de Chayanta

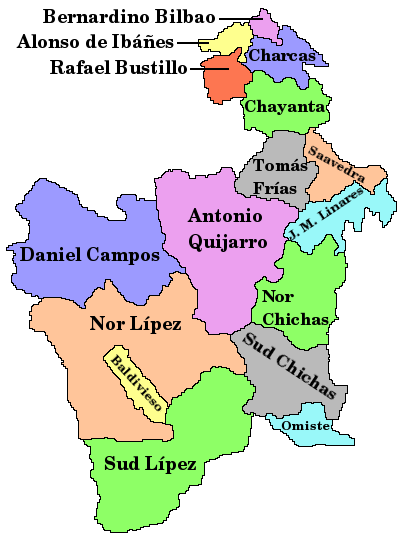
Les províncies del Departament de Potosí

La província de Chayanta és una de les 16 províncies del Departament de Potosí, a Bolívia. La seva capital és Colquechaca.